# Joona Luoto
Joona Luoto, född 26 september 1997, är en finländsk professionell ishockeyforward som spelar för HV71 i SHL. Han har tidigare varit kontrakterad till Winnipeg Jets och Columbus Blue Jackets i National Hockey League (NHL) och spelat för Manitoba Moose och Cleveland Monsters i American Hockey League (AHL). Han har tidigare spelat för Tappara i Liiga och LeKi i Mestis.
Luoto blev aldrig draftad.

## Statistik
| 2016–2017    | Tappara        | Liiga        | 24  | 5  | 1  | 6  | 6  | 10 | 1 | 0 | 1 | 4 |
|              | LeKi           | Mestis       | 24  | 5  | 3  | 8  | 65 | —  | — | — | — | — |
| 2017–2018    | Tappara        | Liiga        | 47  | 8  | 8  | 16 | 14 | 13 | 0 | 2 | 2 | 2 |
| 2018–2019    | Tappara        | Liiga        | 58  | 8  | 8  | 16 | 32 | 11 | 2 | 2 | 4 | 0 |
| 2019–2020    | Winnipeg Jets  | NHL          | 1   | 0  | 0  | 0  | 0  | —  | — | — | — | — |
|              | Manitoba Moose | AHL          | 9   | 0  | 3  | 3  | 9  | —  | — | — | — | — |
| NHL totalt   | NHL totalt     | NHL totalt   | 1   | 0  | 0  | 0  | 0  | —  | — | — | — | — |
| Liiga totalt | Liiga totalt   | Liiga totalt | 129 | 21 | 17 | 38 | 52 | 34 | 3 | 4 | 7 | 6 |

### Internationellt
| Källa: Uppdaterad: 2019-11-09 | Källa: Uppdaterad: 2019-11-09 | Källa: Uppdaterad: 2019-11-09 |         | Utv = Utvisningsminuter | Utv = Utvisningsminuter | Utv = Utvisningsminuter | Utv = Utvisningsminuter | Utv = Utvisningsminuter |
| År                            | Lag                           | Mästerskap                    | Matcher | Mål                     | Assists                 | Poäng                   | Utv                     |                         |
| ----------------------------- | ----------------------------- | ----------------------------- | ------- | ----------------------- | ----------------------- | ----------------------- | ----------------------- | ----------------------- |
| 2017                          | Finland                       | JVM                           | 6       | 1                       | 1                       | 2                       | 2                       |                         |
| Junior totalt                 | Junior totalt                 | Junior totalt                 | 6       | 1                       | 1                       | 2                       | 2                       |                         |